# La Chevrolière
La Chevrolière è un comune francese di 5 059 abitanti situato nel dipartimento della Loira Atlantica nella regione dei Paesi della Loira.

## Società

### Evoluzione demografica
Abitanti censiti